# Taenaris kapaura
Taenaris kapaura är en fjärilsart som beskrevs av Hans Fruhstorfer 1904. Taenaris kapaura ingår i släktet Taenaris och familjen praktfjärilar. Inga underarter finns listade i Catalogue of Life.